# Lucien Rebatet
« Rebatet » redirige ici. Pour les autres significations, voir Rebatet (homonymie).
Lucien Rebatet, né le 15 novembre 1903 à Moras-en-Valloire, où il est mort le 24 août 1972, est un écrivain, journaliste et critique musical et cinématographique français. Ayant débuté à l'Action française, il rejoint en 1932 l'hebdomadaire Je suis partout, qui se réclame du fascisme et qui devient à partir de 1941 le principal journal collaborationniste et antisémite français sous l'Occupation. En 1942, il publie Les Décombres, féroce pamphlet antisémite. 
Condamné à mort à la Libération, puis gracié, il reste en prison jusqu'en 1952 en compagnie de Pierre-Antoine Cousteau. Il abandonne alors la polémique, se consacrant à la critique cinématographique et à sa carrière d'écrivain en publiant son œuvre majeure, Les Deux Étendards, en 1951.

## Biographie

### 1929-1940: naissance d'une vocation fasciste
Lucien Rebatet naît le 15 novembre 1903 à Moras-en-Valloire, village du nord de la Drôme. Fils de Pierre Rebatet, notaire du village, et de Jeanne Tampucci (petite-fille du poète Hippolyte Tampucci), il fréquente le collège mariste Sainte-Marie de Saint-Chamond (Loire). Après avoir abandonné des études de droit à l'université de Lyon, puis de lettres à la Sorbonne, il se résigne à accepter en janvier 1928 un emploi subalterne dans une compagnie d'assurance (qu'il qualifiera plus tard de « chiourme où il crevait d'ennui »). Il entre en avril 1929 — malgré un profond mépris pour le camp de la « Réaction » — comme critique musical au journal nationaliste et monarchiste L'Action française, où il écrit sous le pseudonyme de François Vinteuil, puis sous celui de François Vinneuil. Le 30 avril 1932, il devient journaliste à Je suis partout, où son style et ses convictions vont s'affirmer. Il épouse Véronique Popovici, le 14 septembre 1933, à Galați, en Roumanie.
Il signe des articles comme « Le Cinéma par ceux qui le font », « Les Étrangers en France : l'invasion » ou encore « Les Émigrés politiques en France ». Il accueille avec enthousiasme la parution du pamphlet ouvertement antisémite de Céline Bagatelles pour un massacre. Rebatet se révèle en effet un antisémite virulent. Outre les juifs, il attaque le communisme, la démocratie, l'Église et, après des enquêtes en Allemagne et en Italie, se proclame fasciste.
Il apprend la déclaration de guerre de 1939 en compagnie de Pierre Boutang, Thierry Maulnier et Claude Roy.

### 1940-1944: l'apologie de la Collaboration
En janvier 1940, Lucien Rebatet est mobilisé et affecté au Cinquième bureau, chargé du contre-espionnage, il y a notamment sous ses ordres le lieutenant Pierre Lazareff. Il est démobilisé le 15 juillet 1940 et rejoint Vichy, où il travaille à la radio. Scandalisé par ce qu'il appelle « l'anglomanie vichyssoise » il regagne Paris le 15 octobre 1940. Après un passage au journal Le Cri du peuple de Jacques Doriot, il revient à Je suis partout. Il signe « Les tribus du cinéma et du théâtre » et « Le bolchévisme contre la civilisation ». Il collabore au journal L'Union française.
Dans l'hebdomadaire Je suis partout, il publie en 1941 plusieurs reportages, l'un consacré aux Juifs de Marseille, l'autre aux Juifs de la Côte d'Azur et un dernier sur les Juifs de Lyon.
En 1942, il publie Les Décombres, où il désigne les juifs, les politiques et les militaires comme responsables de la débâcle de 1940, sans pour autant épargner les autorités de Vichy. Il y explique que la seule issue pour la France est de s'engager à fond dans la collaboration avec l'Allemagne nazie. Ce pamphlet est tiré à quelque 65 000 exemplaires sous l'Occupation. Le livre est désigné comme « livre de l'année » par Radio Paris et souvent qualifié de « best-seller de l'Occupation »,. Comme tous les collaborationnistes désireux que la France entre en guerre aux côtés de l'Allemagne, il se déchaîne notamment contre Maurras, qui répliqua en évoquant « un gros crachat de 664 pages produit d’un cacographe maniaque, nabot impulsif et malsain,. » Rebatet dédicace à Marcel Déat un exemplaire de son ouvrage et écrit « Gott strafe Maurras », c'est-à-dire « Dieu punisse Maurras ».
Certains de ses adversaires les plus résolus reconnaissent à Rebatet la qualité littéraire de ses écrits, malgré leur virulence fasciste, antisémite et anticommuniste,. Rebatet voit en la Waffen-SS « une élite de cette Internationale aryenne qui refera demain le monde sans juifs […] Mort aux juifs. »
Après le débarquement, il annonce dans un article du 30 juin 1944 avoir adhéré à la milice française, avant d’en donner sa démission à la suite d'un désaccord avec son état-major. Avant sa fuite en Allemagne, Rebatet signe dans Je suis partout un article où il réaffirme son admiration pour Hitler, qui a, selon lui, « liquidé la démocratie »,, ; le dit article sera cause de l'interdiction du numéro par la censure allemande. Dans le dernier numéro daté du 16 août 1944, il publie une entrevue avec Marcel Déat titrée « Il y a en France des forces révolutionnaires dont l’Europe pour vaincre ne peut plus se passer nous dit Marcel Déat. » Il se retrouve à l'automne en compagnie d'autres collaborateurs et exilés, notamment Louis-Ferdinand Céline, à Sigmaringen (où d'anciens membres du gouvernement de Vichy créent un gouvernement en exil qui tient jusqu'en avril 1945).

### 1945-1972: littérature et retour au journalisme
À la suite d'un mandat d'arrêt lancé par le juge Zoussmann, chargé de l'instruction, Lucien Rebatet est arrêté à Feldkirch (Autriche) le 8 mai 1945 et jugé le 18 novembre 1946 en même temps que deux collaborateurs de Je suis partout, Claude Jeantet et Pierre-Antoine Cousteau : « La Justice ne souhaite pas seulement juger un homme. Elle a une ambition plus vaste : juger Je suis partout et, à travers lui, la presse collaborationniste. » Rebatet et Cousteau sont condamnés à mort, Jeantet aux travaux forcés. Tous trois sont frappés d'indignité nationale. La société Je suis partout est dissoute et ses biens sont confisqués. 
Sur le mur de sa cellule, Rebatet grave cette citation tirée du roman de Stendhal, Le Rouge et le Noir : « Je ne vois que la condamnation à mort qui distingue un homme. C'est la seule chose qui ne s'achète pas. » Grâce à une pétition d'écrivains comprenant notamment les noms de Camus, Mauriac, Paulhan, Martin du Gard, Bernanos, Aymé ou encore Anouilh, le nouveau président de la République Vincent Auriol le gracie le 12 avril 1947, et sa condamnation à mort, ainsi que celle de Pierre-Antoine Cousteau, sont commuées en peine de travaux forcés à perpétuité, après cent quarante et un jours de chaînes. Détenu à la prison de Clairvaux, il cosigne en 1950 avec Cousteau Dialogue de vaincus, où il relate, dans un dialogue avec son codétenu qui prend la forme d'une confession, le sens de leurs engagements, leurs désillusions et leurs visions de l'avenir.
Il achève en prison un roman commencé à Sigmaringen, Les Deux Étendards, qui est publié par Gallimard en 1952 grâce au soutien de Paulhan. Cette œuvre est considérée comme un chef-d'œuvre par plusieurs critiques, dont Antoine Blondin, Camus et George Steiner. François Mitterrand aurait dit à ce sujet : « Il y a deux sortes d'hommes : ceux qui ont lu Les Deux Étendards, et les autres. » Le roman ne remporte cependant aucun succès commercial, le passé politique de l'auteur, par ailleurs toujours emprisonné lors de la parution de son livre, empêchant la reconnaissance de son talent littéraire. 
Libéré le 16 juillet 1952 et d'abord assigné à résidence, Lucien Rebatet revient à Paris en 1954. Un second roman, Les Épis mûrs, est plutôt bien accueilli. Le roman suivant, Margot l'enragée, est refusé par Gallimard contre l'avis de Jean Paulhan : Rebatet s'en montre lui-même peu satisfait et ne cherche pas à le faire publier chez un autre éditeur. 
Il reprend par ailleurs son activité de journaliste, travaillant pour Rivarol à partir de 1958. Lors de la présidentielle de 1965, opposé à la candidature de Charles de Gaulle, Rebatet soutient au premier tour Jean-Louis Tixier-Vignancour, puis, au second, François Mitterrand. 
Jusqu'au bout, il restera fidèle au fascisme, bien qu'il soutienne de moins en moins l'antisémitisme, en raison de la législation en vigueur (le décret-loi Marchandeau du 21 avril 1939, introduisant dans la pénalisation des crimes la provocation à la haine raciale comme circonstance aggravante, avait été rétabli en 1944). En 1967, il soutient la guerre israélienne contre les États arabes : « La cause d’Israël est là-bas celle de tous les Occidentaux. On m’eût bien étonné si l’on m’eût prophétisé en 1939 que je ferais un jour des vœux pour la victoire d’une armée sioniste. Mais c’est la solution que je trouve raisonnable aujourd’hui. » En 1969, il affirme « savourer le paradoxe historique qui a conduit les juifs d'Israël à défendre toutes les valeurs patriotiques, morales, militaires qu'ils ont le plus violemment combattues durant un siècle dans leur pays d'adoption. »
En décembre 1969, il est l'invité de Jacques Chancel pour son émission Radioscopie. À la question « Lucien Rebatet, est-ce que vous avez honte de tout ce qui s'est passé ? », il répond : « Pas le moins du monde. Si j'avais honte d'ailleurs, je ne serais pas à ce micro. Je me suis battu pour la cause que je croyais bonne. » Et à la question « Aujourd'hui, est-ce que vous êtes toujours antisémite ? », il répond : « Je trouve que la question est tout à fait dépassée. ». Plus tard dans l'entretien, après que Jacques Chancel remarque qu'il parle de beaucoup de musiciens juifs dans son Histoire de la musique, paru peu de temps avant l'interview, l'écrivain explique trouver cela normal et parle de son amour pour Mahler et Schoenberg : « Schoenberg c'est l'aboutissement de la grande musique allemande, Mahler c'est l'aboutissement de Wagner » ; il dit aussi avoir écrit plusieurs fois, y compris avant la guerre, qu'il trouvait « absolument idiot que ces musiciens là soient interdits en Allemagne ». 
Il meurt le 24 août 1972 à Moras-en-Valloire, où il était né.

### Critique d'art

#### Critique musical
Rebatet ne parvient plus à se plier à la discipline d'écriture qui lui avait permis, durant son emprisonnement, de terminer Les Deux Étendards. Il se lance dans la rédaction d'un nouveau roman intitulé La Lutte finale mais, après en avoir écrit environ 1 500 pages, échoue à le terminer. Il abandonne définitivement ce livre pour se consacrer à la rédaction d'Une histoire de la musique, publiée en 1969. Cet essai de Rebatet est régulièrement cité en référence, bien que les jugements portés tant sur les compositeurs que sur leurs œuvres soient souvent empreints de la subjectivité de leur auteur et très tributaires des préjugés esthétiques en cours à l'époque : dithyrambes réservés à quelques « grands » – souvent germaniques – (Bach, Mozart, Beethoven, Berlioz, Wagner, Richard Strauss, Debussy), et relatif mépris pour Maurice Ravel et certains Scandinaves et Slaves comme Sibelius, Grieg, Dvořák, Tchaïkovski, ainsi que pour une certaine tradition lyrique française (Auber, Gounod, Thomas, Reyer, Massenet, Saint-Saëns, Bruneau, Charpentier). Sans surprise, Rebatet a des jugements tranchés sur Mendelssohn, Meyerbeer, George Gershwin, Halévy, dont le chef-d'œuvre La Juive est qualifié « de terrible mélodrame médiéval et raciste ». Il fait toutefois preuve d'audace dans des choix modernes sur Boulez ou Xenakis.
Sur Rachmaninov, il écrit :

« Parce que les virtuoses y trouvent leur content de prouesses mécaniques, ses quatre concertos pour piano et orchestre encombrent encore nos programmes. Démodés, creux, n’ayant même pas conservé leur brillant, ils sont pour notre temps le pendant de toute la friperie des Henri Herz, des Czerny, des Thalberg entre 1830 et 1850. Rachmaninov ne parvint jamais à un langage personnel pour nous dire ses chagrins qui étaient fort réels. »

Lucien Rebatet n'a guère été clairvoyant quant à la remise à l'honneur de la musique ancienne, écrivant par exemple, en ce qui concerne la tragédie lyrique, forme née en France au XVIIe siècle :

« Quelle est réellement la valeur musicale de cette tragédie lullyste ? Nous ne pouvons guère la juger que sur lecture, ou sur des restitutions mentales à partir des fragments connus. Elle n'a plus guère de chances de reparaître au répertoire dont elle est sortie depuis si longtemps, et on ne l'a honorée en France d'aucune édition phonographique, comme les Anglais l'ont fait pour des ouvrages de Purcell dont la représentation scénique est non moins impossible. »

#### Critique de cinéma et de peinture
Lucien Rebatet est également critique de cinéma et d'art, notamment de peinture. Sous l'Occupation, il écrit des chroniques cinématographiques dans Je suis partout et fréquente les cinéastes en vue (Becker, Carné, Grémillon).
Il fait partie des premiers critiques à déceler le talent de nouveaux venus comme Becker.[réf. nécessaire]
Après 1953, il tient une chronique cinématographique dans Dimanche Matin, puis Le Spectacle du monde et Valeurs actuelles.
Il publie une grande partie de ces chroniques sous le pseudonyme de François Vinneuil, choisi en référence au personnage de Marcel Proust, M. Vinteuil, professeur et compositeur de musique dans La Recherche. Il utilise aussi les noms de Jean Limousin et Jean Capel.

## Œuvres
- Le Diable à l’Hôtel Matignon, Éditions littéraires de France, Paris s.d. [ca. 1938], 32 p.
- Le Bolchevisme contre la civilisation, Nouvelles Études françaises, Paris s.d. [1941], 47 p.
- Les Tribus du cinéma et du théâtre, coll. « Les Juifs en France », 4, Nouvelles Editions françaises, Paris 1941, 125 p.
- Les Décombres, Denoël, Paris 1942, 664 p.
- Les Deux Étendards, 2 vol., coll. « Blanche », Gallimard, Paris 1951, 499 et 523 p. [roman]
- Les Épis mûrs, Gallimard, Paris 1954, 295 p. [roman]
- À Jean Paulhan, coll. « Brimborions », 172, Dynamo-Pierre Aelberts, Liège 1968, 9 p.
- Une histoire de la musique, des origines à nos jours, Robert Laffont et Raymond Bourgine, Paris 1969, 668 p.
- Marcel Aymé, coll. « Brimborions », 184, Dynamo-Pierre Aelberts, Liège 1969, 11 p., ill.

### Posthumes
- Les Mémoires d’un fasciste, 2 vol., 1 : Les Décombres, 1938-1940, 2 : 1941-1947, Jean-Jacques Pauvert, Paris 1976, 610 et 267 p.
- 11 novembre 1918, armistice, Éditions nationales, Liège 1982, 29 p.
- Céline soi-même, coll. « Céliniana », 4, Van Bagaden, s.l. [Bruxelles] 1987, 12 p.
- Lettre à Jean-André Faucher au sujet de l'« affaire Céline », coll. « Céliniana », 18, Van Bagaden, s.l. [Bruxelles] 1990, 8 p.
- Dialogue de vaincus. Prison de Clairvaux, janvier-décembre 1950, coll. « Histoire des idées », Berg international, Paris 1999, 288 p. [en collab. avec Pierre-Antoine Cousteau]
- Les Juifs et l’antisémitisme, Éditions du Bon Temps, Paris 1999, 222 p. [reprise d'articles parus dans les numéros spéciaux de Je suis partout du 15 avril 1938 et du 17 février 1939, avec des textes d’Alain Laubreaux et Charles Lesca]
- Fidélité au national-socialisme et autres articles, 1935-1944, Éditions du Silex, s.l. 2002, 221 p. [reprise de 24 textes et articles parus dans Je suis partout et Devenir entre février 1935 et août 1944]
- Quatre ans de cinéma (1940-1944) Grez-sur-Loing, Pardès, 2010, 406 p. [reprise de textes parus dans Je suis partout]
- Journal d'un fasciste, 3 vol., 1 : 1952-1958, 2 : 1959-1962, 3 : 1963-1972, Éditions de l'Homme libre, 2020, 384, 416 et 528 p.

### Correspondance
- Lettres de prison adressées à Roland Cailleux, 1945-1952, Le Dilettante, Paris 1993, 279 p.
- Louis-Ferdinand Céline, Lettres à Lucien Rebatet, Gallimard, Paris 2005, 29 p.

### Traduction
- Walter Starkie, Espagne. Voyage musical dans le temps et l’espace, 3 vol., 1 : Du Moyen Age au XIXe siècle, 2 : À la recherche des sept danses, 3 : Illustrations sonores, Edisli, Genève 1958 [trad. de l'anglais]